# Brayan Zúñiga
Brayan Xavier Zúñiga Ortéz (ur. 1 grudnia 1995 w Valle) – honduraski piłkarz występujący na pozycji napastnika, od 2024 roku zawodnik nikaraguańskiej Managui.